# Clessé, Deux-Sèvres
Clessé är en kommun i departementet Deux-Sèvres i regionen Nouvelle-Aquitaine i västra Frankrike. Kommunen ligger i kantonen Moncoutant som tillhör arrondissementet Parthenay. År 2022 hade Clessé 925 invånare.

## Befolkningsutveckling
Antalet invånare i kommunen Clessé
| Referens: INSEE |